# Arcidiocesi di Tunisi

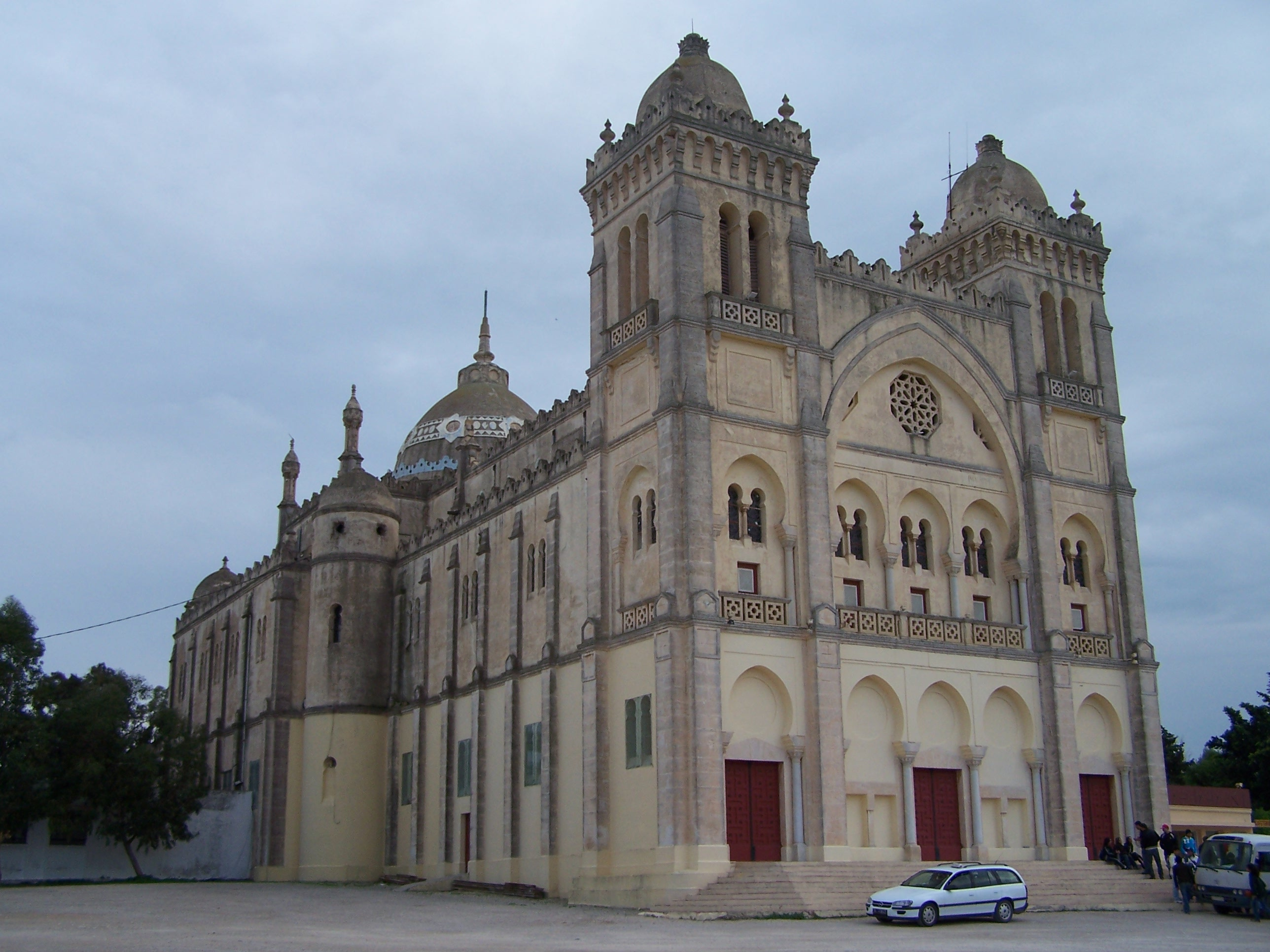
L'ex cattedrale di San Luigi a Cartagine.

L'arcidiocesi di Tunisi (in latino Archidioecesis Tunetana) è una sede della Chiesa cattolica in Tunisia immediatamente soggetta alla Santa Sede. Nel 2023 contava 30.360 battezzati su 11.850.630 abitanti. È retta dall'arcivescovo Nicolas Pierre Jean Lhernould.

## Territorio
L'arcidiocesi comprende l'intero territorio della Tunisia.
Sede arcivescovile è la città di Tunisi, dove si trova la cattedrale di San Vincenzo de' Paoli; a Cartagine sorge l'ex cattedrale di San Luigi, oggi sconsacrata.
Il territorio si estende su 163.610 km² ed è suddiviso in 10 parrocchie.

## Storia
In epoca romana, la città di Tunisi fu una sede episcopale della provincia romana della Proconsulare. Sono noti due vescovi di questo periodo: Luciano, che prese parte come cattolico alla conferenza di Cartagine del 411, che vide riuniti assieme i vescovi cattolici e donatisti dell'Africa romana; e Sestiliano, che rappresentò Primoso di Cartagine al concilio di Costantinopoli del 553.
Il 10 aprile 1460 il frate domenicano Antonio Neirotti, dopo essere stato catturato dai pirati, fu lapidato a Tunisi. Sarà beatificato da papa Clemente XIII il 22 febbraio 1767.
Nel 1605 Vincenzo de' Paoli fu catturato dai pirati e condotto a Tunisi. Fu liberato due anni dopo, in seguito alla conversione del suo padrone.
Il 20 aprile 1624 con il breve Dilecto filio papa Urbano VIII istituì la missione dei cappuccini a Tunisi; il superiore della missione ebbe il titolo di Procuratore degli schiavi cristiani. Il primo superiore della missione fu padre Angelo da Coniglione, lui stesso schiavo. I superiori dei cappuccini ebbero in seguito, dopo il 1671, il titolo di prefetto e pro-vicario apostolico. Fino al 1636 i missionari cappuccini provenivano dalla Provincia cappuccina della Sicilia; in seguito, e fino al 1842, furono sostituiti da quelli della Provincia ligure.
Il 12 dicembre 1772 con il breve Pro commissa di papa Clemente XIV la missione di Tunisi fu affidata ai vicari apostolici di Algeri.
Il 21 marzo 1843 con il breve Ex debito di papa Gregorio XVI fu eretto il vicariato apostolico di Tunisi.
Dal 1881 ebbe il nome di vicariato apostolico di Tunisia.
Il 10 novembre 1884 papa Leone XIII con la bolla Materna Ecclesiae caritas restaurò l'antica arcidiocesi di Cartagine e conseguentemente il titolo in partibus fu soppresso. La nuova arcidiocesi fu ricavata dal vicariato apostolico di Tunisi e aveva il rango di sede metropolitana, benché senza suffraganee; l'arcivescovo metropolita godeva anche del titolo di primate d'Africa.
L'anno successivo, con la bolla Apostolicis litteris del 31 marzo, lo stesso papa Leone XIII estese la giurisdizione degli arcivescovi di Cartagine a tutto il territorio del vicariato apostolico di Tunisi, che fu contestualmente soppresso.
Dal 1884 al 1890 fu costruita sulla collina di Byrsa la cattedrale di san Luigi (oggi sconsacrata), dove fu sepolto il cardinale Lavigerie, fondatore dei missionari d'Africa, e primo arcivescovo della restaurata sede cartaginese. Tuttavia, la natura del terreno suggerì la costruzione della nuova cattedrale di San Vincenzo de' Paoli a Tunisi, che fu portata a termine fra il 1893 e il 1897.
Il 9 luglio 1964 in forza della bolla Prudens Ecclesiae di papa Paolo VI l'arcidiocesi di Cartagine fu soppressa e contestualmente fu ristabilita la sede titolare. Al posto dell'antica sede fu eretta una prelatura territoriale con il nome di prelatura territoriale di Tunisi, immediatamente soggetta alla Santa Sede. Nello stesso anno, in seguito all'indipendenza della Tunisia, la cattedrale di San Luigi e altre parrocchie furono cedute allo stato tunisino, che le chiuse al culto. Il corpo del cardinale Lavigerie fu traslato a Roma, nella cripta della chiesa generalizia del suo ordine.
Il 31 maggio 1995 in forza della bolla Antiquorum istius è ritornata ad essere sede vescovile con il nome di diocesi di Tunisi.
La diocesi è stata visitata da papa Giovanni Paolo II il 14 aprile 1996.
Il 22 maggio 2010 è stata elevata al rango di arcidiocesi con la bolla Cum in Tunetana di papa Benedetto XVI.
Il 14 gennaio 2020 l'arcidiocesi è passata dalla giurisdizione della Congregazione per i vescovi alla giurisdizione della Congregazione per l'evangelizzazione dei popoli (oggi Dicastero per l'evangelizzazione).

## Cronotassi dei vescovi
Si omettono i periodi di sede vacante non superiori ai 2 anni o non storicamente accertati.

### Epoca romana
- Luciano † (menzionato nel 411)
- Sestiliano † (menzionato nel 553)

### Procuratori, prefetti, pro-vicari apostolici e vicari apostolici
- Angelo da Coniglione o Corleone, O.F.M.Cap. † (20 aprile 1624 - 1630)
- Luigi di Palermo, O.F.M.Cap. † (1630 - 1636)
- Alessandro da Genova, O.F.M.Cap. † (30 gennaio 1636 - ?)
- Jean le Vacher, C.M. † (1650 - 1671)
- Carlo d'Ancona, O.F.M.Cap. † (1672 - ?)
- Vincenzo da Frascati, O.F.M.Cap. † (1683 - ?)
- Francesco Gatta, O.F.M.Cap. † (prima del 1687 - dopo il 1696)[3][4][5]
- Luigi da Taggia, O.F.M.Cap. † (1836 - 1842)
- Fedele Sutter, O.F.M.Cap. † (21 marzo 1843[6] - 28 giugno 1881 dimesso)
  - Sede vacante (1881-1885)[7]
  - Sede soppressa ed unita a Cartagine

### Arcivescovi di Cartagine e primati d'Africa

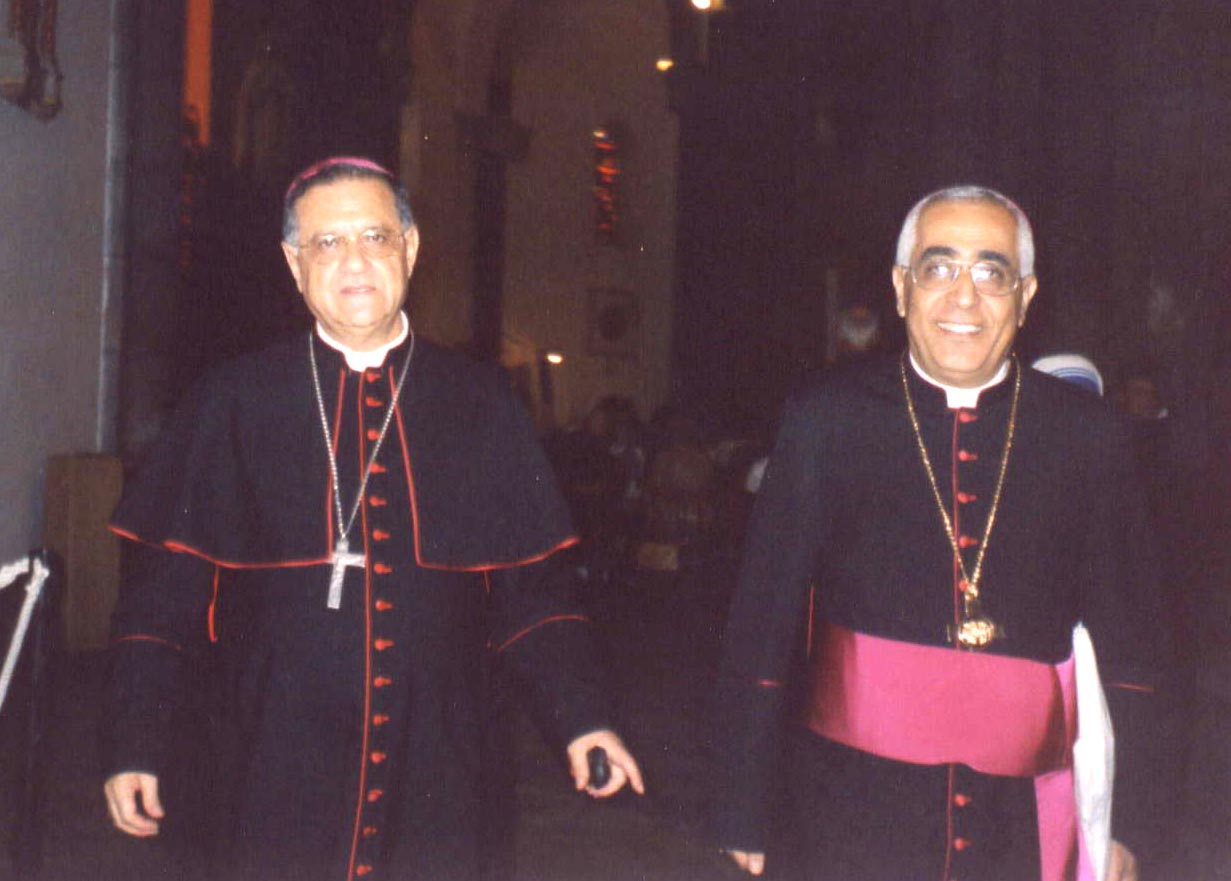
Mons. Fouad Twal (a sinistra) accoglie a Tunisi mons. Lahham (a destra), 30 ottobre 2005.

### Prelati, vescovi e arcivescovi di Tunisi
- Paul-Marie-Maurice Perrin † (9 luglio 1964 - 9 gennaio 1965 dimesso[8])
- Michel Callens, M.Afr. † (9 gennaio 1965 - 19 agosto 1990 deceduto)
- Fouad Twal (30 maggio 1992 - 8 settembre 2005 nominato arcivescovo coadiutore di Gerusalemme)
- Maroun Elias Nimeh Lahham (8 settembre 2005 - 19 gennaio 2012 nominato vescovo ausiliare di Gerusalemme[9])
- Ilario Antoniazzi (21 febbraio 2013 - 4 aprile 2024 ritirato)
- Nicolas Pierre Jean Lhernould, dal 4 aprile 2024

## Statistiche
L'arcidiocesi nel 2023 su una popolazione di 11.850.630 persone contava 30.360 battezzati, corrispondenti allo 0,3% del totale.
| anno | popolazione | popolazione | popolazione | presbiteri | presbiteri | presbiteri | presbiteri                | diaconi | religiosi | religiosi | parrocchie |
| anno | battezzati  | totale      | %           | numero     | secolari   | regolari   | battezzati per presbitero | diaconi | uomini    | donne     | parrocchie |
| ---- | ----------- | ----------- | ----------- | ---------- | ---------- | ---------- | ------------------------- | ------- | --------- | --------- | ---------- |
| 1949 | 280.000     | 3.230.950   | 8,7         | 170        | 80         | 90         | 1.647                     |         | 80        | 500       | 238        |
| 1959 | 70.000      | 3.800.000   | 1,8         | 179        | 88         | 91         | 391                       |         | 115       | 547       | 78         |
| 1970 | 35.000      | 4.960.000   | 0,7         | 83         | 37         | 46         | 421                       |         | 71        | 410       | 21         |
| 1977 | 18.000      | 5.870.000   | 0,3         | 61         | 26         | 35         | 295                       | 1       | 52        | 250       | 24         |
| 1988 | 15.500      | 7.300.000   | 0,2         | 48         | 19         | 29         | 322                       |         | 38        | 198       | 15         |
| 1999 | 22.000      | 9.200.000   | 0,2         | 35         | 13         | 22         | 628                       |         | 33        | 168       | 13         |
| 2000 | 22.000      | 9.200.000   | 0,2         | 43         | 13         | 30         | 511                       |         | 39        | 160       | 13         |
| 2001 | 22.000      | 9.500.000   | 0,2         | 33         | 12         | 21         | 666                       |         | 28        | 165       | 12         |
| 2002 | 22.000      | 10.000.000  | 0,2         | 28         | 11         | 17         | 785                       |         | 24        | 153       | 12         |
| 2003 | 20.000      | 9.673.600   | 0,2         | 28         | 11         | 17         | 714                       |         | 22        | 139       | 12         |
| 2004 | 20.000      | 9.700.000   | 0,2         | 34         | 13         | 21         | 588                       |         | 25        | 139       | 11         |
| 2007 | 20.100      | 10.030.000  | 0,2         | 35         | 15         | 20         | 574                       |         | 28        | 126       | 10         |
| 2010 | 21.000      | 11.000.000  | 0,2         | 32         | 11         | 21         | 656                       | 1       | 27        | 121       | 10         |
| 2014 | 25.000      | 10.886.500  | 0,2         | 32         | 10         | 22         | 781                       |         | 26        | 105       | 10         |
| 2017 | 30.700      | 11.366.000  | 0,3         | 33         | 10         | 23         | 930                       | 1       | 29        | 102       | 10         |
| 2020 | 30.440      | 11.568.760  | 0,3         | 28         | 6          | 22         | 1.087                     |         | 32        | 73        | 10         |
| 2022 | 30.210      | 11.789.320  | 0,3         | 27         | 6          | 21         | 1.118                     |         | 31        | 69        | 10         |
| 2023 | 30.360      | 11.850.630  | 0,3         | 30         | 8          | 22         | 1.012                     |         | 33        | 69        | 10         |